# Günther Scholz (Journalist)
Günther Scholz (* 11. September 1919 in Lichterfelde; † 12. August 2003 im Lohmar) war ein deutscher Journalist.

## Leben
Als Sohn eines Verlagsbuchhändlers geboren, ging Scholz auf das Lichterfelder Reformrealgymnasiums und legte 1937 sein Abitur am Reformrealgymnasium in Halle ab. Von 1931 bis 1933 war er Mitglied der Deutschen Freischar. Er ging als Werkstudent zum Studium der Rechtswissenschaften zum Winter-Semester 1938/39 an die Friedrich-Wilhelms-Universität Berlin. Während seines Studiums wurde er 1938 Mitglied der Kameradschaft Ruhe (ab 1940 Kameradschaft Carl von Clausewitz) des NSD-Studentenbundes, deren Altherrenschaft die vormalige Burschenschaft Neogermania Berlin bildete. Zeitweise stand er ihr als Kameradschaftsführer (Sprecher) vor. Nach dem Krieg wurde er Alter Herr der Neogermania und durch Fusion 1995 Alter Herr der Bonner Burschenschaft Germania.
Scholz wurde im Außenamt der Gaustudentenführung als Referent für Bulgarien eingesetzt und war Aushilfs-Angestellter der Reichsschrifttumskammer in Berlin. Am 1. März 1940 wurde er Mitglied der NSDAP (Mitgliedsnummer 7.547.603). Am Zweiten Weltkrieg nahm er von 1940 bis 1945 teil und war zuletzt als Obergefreiter der Luftnachrichtentruppe tätig, seine Dienstfähigkeit war beschränkt, da er auf einem Auge erblindet war.
Nach dem Ende des Krieges war er ab September 1945 als innenpolitischer Redakteur beim Kurier in Berlin tätig und ab 1948 in Frankfurt am Main. 1949 wurde er politischer Journalist in Bonn und arbeitete als Korrespondent der Süddeutschen Zeitung, des Weserkuriers und der Schwäbischen Zeitung. Ab 1962 bis zu seiner Pensionierung 1983 war er Hauptabteilungsleiter der Deutschen Welle in Bonn und als solcher mit der Innenpolitik betraut, wodurch er alle maßgeblichen deutschen Politiker kennenlernte. 1964 wurde er Mitglied der SPD.

## Veröffentlichungen (Auswahl)
- Bürger in einem freien Staat. Lehr- und Arbeitsbuch für den Gemeinschaftskundeunterricht. 1961, 5. Auflage München 1966.
- In Bonn schlägt’s 12. Berlin 1961.
- Sozialkunde Lehrbuch für den Unterricht in Sozial- und Wirtschaftskunde an beruflichen Schulen. 1969, mit Werner Eckhardt: 5. Auflage München 1974.
- Herbert Wehner. Rastatt 1988.
- Die Bundespräsidenten: Biographien eines Amtes. Heidelberg 1992.
- Kurt Schumacher. Rastatt 1993.
- zusammen mit Martin E. Süskind: Die Bundespräsidenten von Theodor Heuss bis Horst Köhler. Darmstadt 2005.